# Mexentypesa chiapas
Mexentypesa chiapas är en spindelart som beskrevs av Raven 1987. Mexentypesa chiapas ingår i släktet Mexentypesa och familjen Nemesiidae. Inga underarter finns listade i Catalogue of Life.